# Kunstverein Augsburg

Logo des Kunstvereins Augsburg

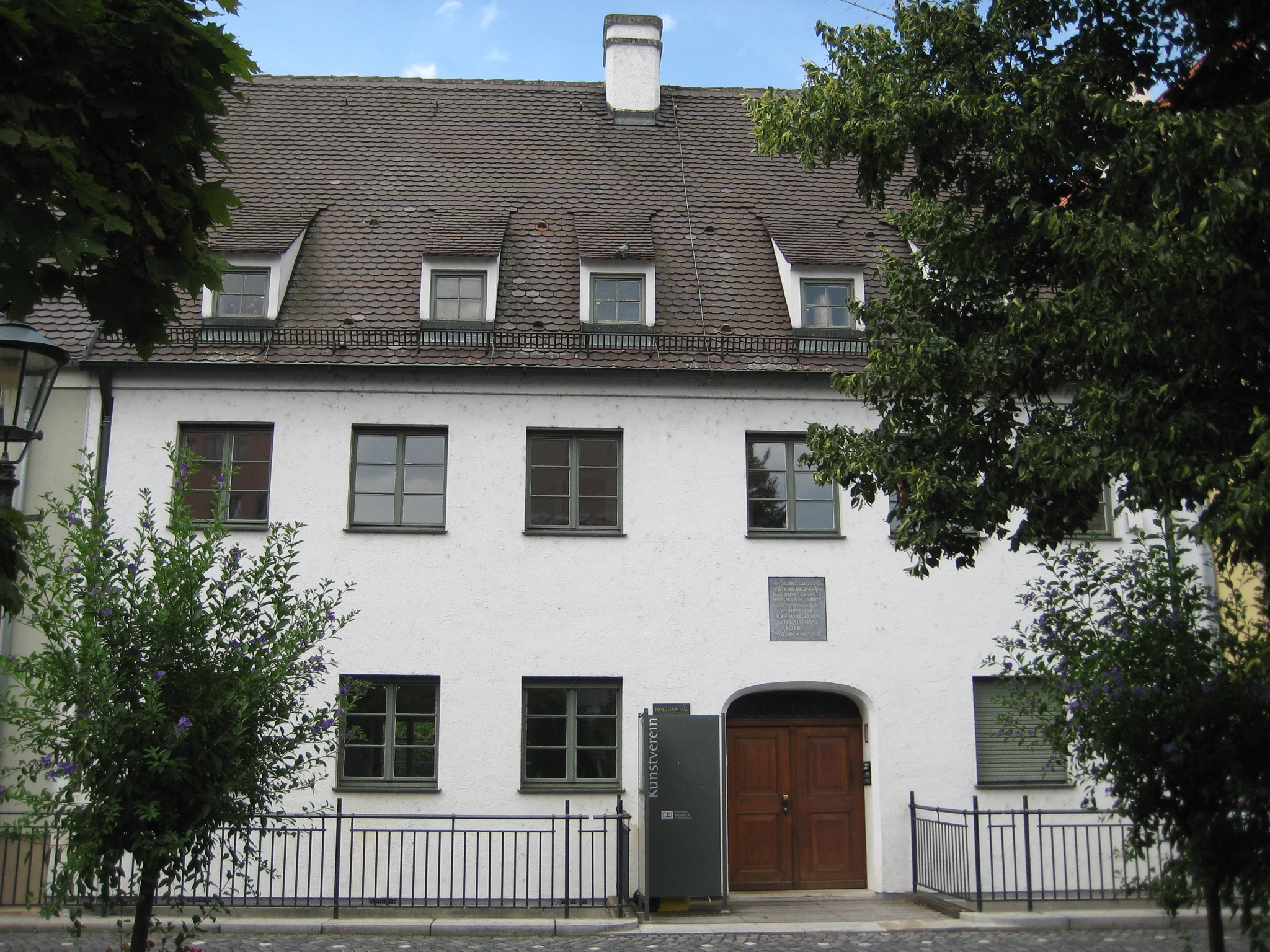
Holbeinhaus mit Eingang zu den Ausstellungsräumen

Der Kunstverein Augsburg ist ein 1833 gegründeter Kunstverein in Augsburg. Der Kunstverein versteht seine Aufgabe in der Förderung zeitgenössischer bildender Kunst aus dem In- und Ausland. Der Kunstverein Augsburg ist als eingetragener Verein konstituiert und Mitglied in der Arbeitsgemeinschaft Deutscher Kunstvereine.
Fester Ort für das Ausstellungsprogramm des Kunstvereins ist das Holbeinhaus, Vorderer Lech 20. Das Geburtshaus von Hans Holbein d. J. wurde im Zweiten Weltkrieg völlig zerstört. Am Standort wurde 1965 ein Nachbau errichtet, den heute der Kunstverein nutzt. Einmal im Jahr richtet der Kunstverein in der Toskanischen Säulenhalle im Augsburger Zeughaus eine große Ausstellung aus.